# Puloniti
Puloniti is een bestuurslaag in het regentschap Mojokerto van de provincie Oost-Java, Indonesië. Puloniti telt 1910 inwoners (volkstelling 2010).